# Roberts Štelmahers
Roberts Štelmahers (1974.) je bivši latvijski košarkaš i latvijski reprezentativac. Danas je košarkaški trener. Igrao je na mjestu beka šutera. Visine je 191 cm. Igrao je u Euroligi sezone 1998./99. za ruski Avtodor iz Saratova. Još je igrao za litavski Lietuvos Rytas i slovensku Olimpiju.